# Label (gestion de configuration)
Pour les articles homonymes, voir Label.
En gestion de configuration, un label est une étiquette qui est apposée sur un ensemble d'éléments de configuration.
Cette marque permet généralement de marquer une configuration dans un certain état tel que 
- la version d'un produit livré
- la dernière fusion de branches